# Nephasoma novaezealandiae
Nephasoma novaezealandiae är en stjärnmaskart som först beskrevs av Benham 1904.  Nephasoma novaezealandiae ingår i släktet Nephasoma och familjen Golfingiidae. Inga underarter finns listade i Catalogue of Life.